# Anja Thauer

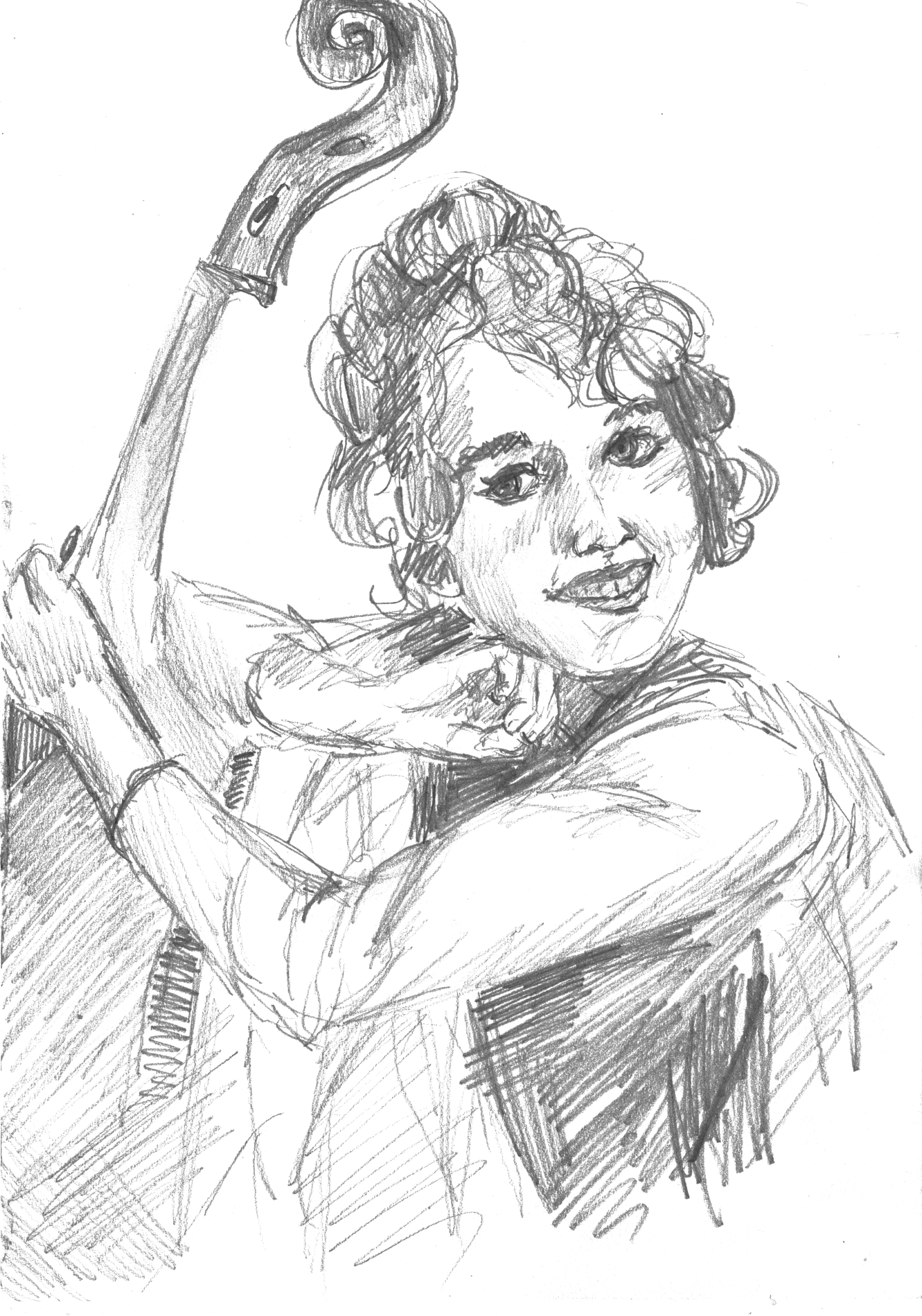
Anja Thauer (pencil drawing by Hannah Böhm)

Anja Heidi Thauer (* 3. Juli 1945 in Lübeck; † 18. Oktober 1973 in Wiesbaden) war eine deutsche Cellistin.

## Leben
Anja Thauers musikalische Ausbildung begann an Violine und Cello. Ihre Mutter Ruth Meister-Thauer war eine ausgebildete Violinistin. Sie erkannte früh das überdurchschnittliche musikalische Talent ihrer Tochter und förderte es. Ihren ersten Musikunterricht erhielt Anja Thauer in Braunschweig, nach dem Umzug der Familie in Erlangen und Nürnberg.
Im Alter von 12 Jahren spielte Thauer zusammen mit ihrer Mutter Violin- und Celloduette. Mit 13 Jahren gab sie ihr Debüt mit dem Baden-Badener Orchester und spielte Boccherinis Cellokonzert in B-Dur in der Bearbeitung von Friedrich Grützmacher.
Im Alter von 14 Jahren wurde sie in die Meisterklasse von Professor Ludwig Hoelscher aufgenommen. Mit 15 Jahren studierte sie bei André Navarra am Pariser Konservatorium. Sie wohnte in dieser Zeit mit ihrer Mutter in Paris. Parallel zu ihrer musikalischen Ausbildung nahm sie Unterricht in Malerei, Philosophie und besuchte Literaturkurse an der École normale supérieure.
Mit 16 Jahren gewann sie einen internationalen Musikwettbewerb in Paris. Sie erhielt ein vierjähriges Stipendium vom französischen Staat.
Während des Studiums in Paris entwickelte sich zwischen Anja Thauer und der Pianistin Claude Françaix, der Tochter des Komponisten und Pianisten Jean Françaix, eine musikalische Freundschaft. Erhalten ist z. B. eine Aufnahme der Sonate für Klavier und Violoncello g-Moll op. 65 von Frédéric Chopin. 1962 wurde sie in der Abschlussprüfung unter 22 Kandidaten mit dem „Grand Prix“ ausgezeichnet und verließ anschließend das Konservatorium. Thauer studierte ein weiteres Jahr bei Navarra und erhielt 1963 ihr Diplom.
1964 wurde sie mit dem Förderpreis der Stadt Nürnberg ausgezeichnet. Es folgten Konzertreisen durch Europa und den Fernen Osten.
In den 60er und frühen 70er Jahren entstanden Rundfunkaufnahmen mit Orchester- und Kammermusik unter anderem mit dem Radio-Sinfonieorchester Stuttgart des SWR oder den Nürnberger Symphonikern.
Kennzeichnend für Thauers Interpretationen ist ihre sehr gefühlsbetonte Spielweise. Die Interpretation von Antonín Dvořáks Cellokonzert op. 104 mit dem Tschechischen Philharmonischen Orchester unter der Leitung von Zdeněk Mácal gilt heute noch als wegweisend.
Anja Thauer wird oft in einem Atemzug mit der britischen Cellistin Jacqueline du Pré genannt, einerseits aufgrund ihres musikalischen Könnens, andererseits aufgrund biografischer Ähnlichkeiten. Thauer und du Pré sind im selben Jahr geboren und studierten zur gleichen Zeit in Paris. Beide Musikkarrieren endeten auf tragische Weise, bei du Pré durch Krankheit, bei Thauer durch Suizid.
Anja Thauer hatte eine Beziehung zu einem verheirateten Arzt in Wiesbaden. Nach dem Abbruch der Beziehung nahm sie sich am 18. Oktober 1973 das Leben. Fünf Tage später beging der Arzt ebenfalls Suizid.
Ihre Grabstätte befindet sich auf dem St.-Lorenz-Friedhof in Travemünde. 2019 wurde diese mit einer Gedenkplatte in Bronzeguss versehen, Aufschrift: Anja Thauer, 1945–1973, Begnadete Cellistin / Hat die Welt beschenkt / Ist an ihr zerbrochen / Wurde zum Mythos in Japan.  Auf ihr künstlerisches Selbstverständnis angesprochen, bekannte Anja Thauer 1970: „Wenn der vollkommene Besitz nicht erreichbar ist, ist der vollkommene Verlust der nächstbeste Gewinn.“
Anlässlich des 50. Todestages zeigte das Seebadmuseum Travemünde im Oktober 2023 eine Sonderausstellung. Dazu erschien Die Cellistin Anja Thauer. Eine Dokumentation von Günter Zschacke. NDR Kultur sendete am 8. Oktober 2023 in der Reihe „Welt der Musik“ Anja Thauer, die deutsche Jacqueline du Pré? Erinnerung an eine große Cellistin. Eine Sendung von Ludwig Hartmann.

## Einspielungen
- Frédéric Chopin, Sonate für Klavier und Violoncello g-Moll op. 65, Anja Thauer Cello, Claude Françaix Klavier, (hastedt Musikedition Bremen)
- Jean Françaix, Fantasie für Violoncello und Klavier, Anja Thauer Cello, Jean Françaix Klavier (1965, Deutsche Grammophon GmbH)
- Jean Françaix, Fantasie  für Violoncello und Klavier, Anja Thauer Cello, Rudolf Macudzinski Klavier (hastedt Musikedition Bremen)
- Jean Françaix, Mouvement perpétuel für Violoncello und Klavier
- Max Reger, Suite Nr. 3 in a-Moll für Violoncello solo op. 131c (1965, Deutsche Grammophon GmbH)
- Eugen d’Albert, Konzert für Violoncello und Orchester C-Dur op.20, Rundfunkorchester Hannover des NDR, Leitung Willy Steiner
- Eugen d’Albert, Konzert für Violoncello und Orchester C-Dur op.20, Radio-Sinfonieorchester Stuttgart des SWR, Leitung Räto Tschupp
- Franz Schubert, „Arpeggione“-Sonate a-Moll, D 821, Sonate für Arpeggione bzw. Cello und Klavier
- Antonín Dvořák, Cellokonzert h-moll, op. 104, Tschechisches Philharmonisches Orchester, Leitung Zdeněk Mácal, (1968, Deutsche Grammophon GmbH)
- Richard Strauss, Sonate F-Dur op. 6 für Violoncello und Klavier, Anja Thauer Cello, Rudolf Macudzinski Klavier (hastedt Musikedition Bremen)
- Dmitri Schostakowitsch, Sonate für  Violoncello und Klavier op. 40, Anja Thauer Cello, Rudolf Macudzinski Klavier (hastedt Musikedition Bremen)
- Camille Saint-Saëns, Konzert Nr. 1 für Violoncello und Orchester a-Moll op.33, Radio-Sinfonieorchester Stuttgart des SWR, Leitung Hans Müller-Kray, (hastedt Musikedition Bremen)
- Peter Tschaikowsky, Variationen über ein Rokoko-Thema A-Dur op.33, Radio-Sinfonieorchester Stuttgart des SWR, Leitung Christoph Stepp, (hastedt Musikedition Bremen)
- Marcel Delannoy, Esquisse lyrique (Lyrische Skizze) pour violoncelle et piano, Anja Thauer Cello, Helmut Schultes, Klavier (Rundfunkproduktion 1962, hastedt Musikedition Bremen)
- Robert Schumann, Konzert für Violoncello und Orchester a-Moll op. 129, Nürnberger Symphoniker, Leitung: Klauspeter Seibel, (Rundfunkproduktion 1965, hastedt Musikedition Bremen)
- Claude Debussy, Sonate für Violoncello und Klavier d-Moll, Anja Thauer Cello, Helmut Schultes, Klavier (Rundfunkproduktion 1962, hastedt Musikedition Bremen)
- Franz Schubert, Arpeggione Sonata in A minor, D. 821 (Janos Starker & Anja Thauer & Trio de France Hors du Temps, Japan)
- Eric-Paul Stekel, Melancolie (Improvisation pour Violoncelle et Piano) (Janos Starker & Anja Thauer & Trio de France Hors du Temps, Japan)
- Jean Françaix, Fantasie, Live in the hall of Ecole Normale de Musique de Paris, February 9, 1963 (MONO) (Janos Starker & Anja Thauer & Trio de France Hors du Temps, Japan)
- Maurice Ravel, Trio pour piano, violon et violoncelle, Live in the salon de l'hôtel du palais d'Orsay, Paris, March 13, 1965, Concert en hommage à Maurice Ravel pour le 90e anniversaire de sa naissance (Janos Starker & Anja Thauer & Trio de France Hors du Temps, Japan)
- Johann Sebastian Bach, Cello Suite No.2 BWV 1008 (Janos Starker & Anja Thauer & Trio de France Hors du Temps, Japan)
- Gaspar Cassadó, Suite for cello solo (Janos Starker & Anja Thauer & Trio de France Hors du Temps, Japan)
- Ludwig van Beethoven, Cello Sonata No.3 Op.69 (Janos Starker & Anja Thauer & Trio de France Hors du Temps, Japan)
- Béla Bartók Romanian Folk Dances, Live at the Studio 104, Maison de la Radio, Paris, November 18, 1983 (Janos Starker & Anja Thauer & Trio de France Hors du Temps, Japan)